# Лурье, Артур Сергеевич
Артур Сергеевич Лурье (также Артур-Викентий Людовикович Лурье и Артур Винцент Лурье, настоящее имя — Наум Израилевич Лурье, при рождении — Лурья; англ. Arthur-Vincent Lourié; 1 [13] мая 1892, Пропойск, Могилёвская губерния — 12 октября 1966, Принстон, Нью-Джерси) — российско-американский композитор и музыкальный писатель, теоретик, критик, один из крупнейших деятелей музыкального футуризма и русского музыкального авангарда XX столетия.

## Биография
Родился в семье инженера Израиля Хацкелевича Лурьи и его жены Анны Яковлевны Лурьи (в девичестве Левитиной, 1871—1942). В. А. Юзефович писал, что точным годом рождения Лурье следует считать 1891 год, а распространённое указание на 1892 год ошибочно. 1891 год как дату рождения также приводят И. С. Воробьёв и А. Е. Синайская.

### В России и СССР
С 1899 до 1909 года жил с родителями в Одессе на Польской улице, дом № 11; учился в коммерческом училище. В 1905 году во время поездки с матерью в Вену получил большое впечатление от оперы Рихарда Вагнера «Тангейзер».
В 1909 году поступил в Петербургскую консерваторию, обучался по классу фортепиано у В. Н. Дроздовой, затем у М. Н. Бариновой. С начала 1910-х годов стал вольнослушателем философского факультета Петербургского университета, одновременно посещая частные уроки по теории композиции у А. К. Глазунова. Консерваторию не окончил из-за неприятия принципов школы Н. А. Римского-Корсакова.
В 1912 году принял католичество. В начале 1910-х годов появился псевдоним Артур Винцент (в честь Шопенгауэра и (или) Рембо и Винсента Ван Гога) и имя Артур-Викентий Людовикович Лурье (уже в посемейных списках одесских мещан-евреев за 1914 год значится под этим именем).
С 1912 по 1915 год был завсегдатаем литературно-артистического кабаре «Бродячая собака», фактически исполняя обязанности музыкального руководителя. Посетители арт-подвала определили круг знакомств Лурье: Николай Кульбин, Велимир Хлебников, Владимир Маяковский, Давид Бурлюк, Николай Бурлюк, Владимир Бурлюк, Алексей Кручёных, Пётр Митурич (автор портрета композитора), и другие. В те же годы завязал знакомства с Владимиром Татлиным, Георгием Якуловым, Бенедиктом Лившицем, Леонидом Андреевым, встречался с Рихардом Штраусом и Томмазо Маринетти. Считается одним из вдохновителей Анны Андреевны Ахматовой, поэтесса адресовала ему некоторые свои стихи.
И. Г. Вишневецкий писал, что до октября 1917 года Лурье был близок футуристам. С. И. Савенко причислила композитора к радикальным постскрябинистам. На основании того, что в 1920-х годах Лурье участвовал в «Левом фронте искусства» (ЛЕФ) или «левом искусстве», возможно отнести его к авангардистам, поскольку именно так обозначался тогда авангардизм в Советской России, то есть первый авангард или Авангард-1. Однако, ввиду отсутствия научной обоснованности термина «авангард», возникает проблема, какие именно сочинения Лурье можно считать авангардистскими.
С 1918 по 1921 год работал начальником Музыкального отдела Наркомпроса (Музо). В 1919 году при Музо основал Ассоциацию современной музыки (АСМ) с задачей стимулирования и пропаганды новых творческих исканий в области музыкального искусства. В те годы АСМ не пользовалась авторитетом и популярностью среди композиторов, что Ю. В. Келдыш обусловил личными качествами её руководителя. Свою «вторую жизнь» АСМ обрела с 1924 года после эмиграции Лурье из Советской России. В официальном советском музыковедении преобладала нелестная характеристика композитора, которого Келдыш описал как "эстетствующего декадента, композитора, лишенного индивидуальности, эклектичного, но с претензиями на новаторство и оригинальность.

### В эмиграции
17 августа 1922 года уехал в Берлин, где подружился с Бузони.
С 1924 года обосновался в Париже. Сблизился с Жаком Маритеном и Игорем Стравинским. В Париже Лурье также сблизился с Сувчинским, вошёл в левое крыло евразийского движения, был объявлен одним из официальных редакторов еженедельной газеты «Евразия», где выступил автором статей о музыке (в частности: О Рахманинове, 1928, № 4; Кризис искусства, 1928, № 4; 1929, № 8; Бела Барток. 1929, № 18).
После оккупации Франции нацистской Германией был вынужден эмигрировать в 1941 году и при поддержке Кусевицкого перебрался в США. С 1941 года проживал в Нью-Йорке. С Кусевицким был связан годами дружбы, написал книгу о прославленном дирижёре.
В газете «Новое русское слово» выступил с острой критикой февральского постановления ЦК ВКП(б) 1948 года «Об опере „Великая дружба“ В. Мурадели».
Сотрудничал с Еленой Извольской по организации экуменического общества «Третий час», был соредактором одноимённого журнала, выходившего на трёх языках.
Последние десятилетия жизни провёл в доме Жака Маритена в Принстоне (по другим источникам — последние шесть лет жизни), где и умер 12 октября 1966 года.

## Семья
- Первая жена (1913—1921) — Ядвига (Ядвига Мария) Вильгельмовна Лурье (урождённая Цыбульская, 1888—1930, Москва)[17].
- Вторая жена (1922) — Тамара Михайловна Лурье (урождённая Персиц, во втором браке Кобеко, ?—1955).
- Третья жена — Елизавета Алексеевна Лурье (урождённая Белевская, в первом браке Перевозщикова, 1896—1975).
- Брат — Яков Израилевич (в быту Сергеевич) Лурье (1908—1941), журналист, погиб на фронте в ноябре 1941 года[18].

## Творчество
Музыкальные сочинения

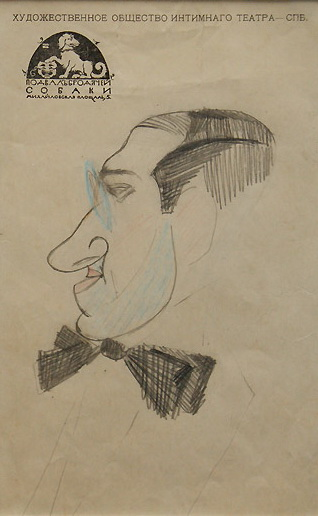
Карикатура неизвестного художника

- 1908—1910 — «5 хрупких прелюдий» для фортепиано, op. 1
- 1913 — «Маски» для фортепиано, op. 13 с посвящением Н. Кульбину
- 1914 — «Греческие песни. Из Сафо», переводы Вяч. Иванова (вокальный цикл)[2]
- 1914 — «Четки» (вокальное произведение на стихи А. А. Ахматовой)
- 1915 — Струнный квартет № 1
- 1915 — «Плач Богородицы» для голоса, скрипки, альта и виолончели, op. 26
- 1915 — Пять рондо на стихи Кристины Пизанской
- 1915 — «Формы в воздухе», посвящено Пикассо
- 1915—1917 — Corona Carminum Sacrorum для голоса и фортепиано
- 1917 — «Ошибка барышни Смерти» для фортепиано, op. 40
- 1917 — «Рояль в детской» для фортепиано
- 1918 — «Наш марш» для чтеца и фортепиано на стихи Маяковского
- 1919 — «Голос музы» (вокальное произведение на стихи А. А. Ахматовой)
- 1919 — «Болотный попик» (вокальное произведение на стихи А. Блока)[2]
- 1919 — Симфоническая кантата «В кумирне золотого сна» для смешанного хора a cappella на стихи А. Блока
- 1920—1921 — «Элизиум», восемь стихотворений Пушкина для голоса и фортепиано
- 1921 — Canzone de la Vita Nuova de Dante для женского хора a capella
- 1921 — «Песни о России: Коршун», для хора
- 1922 — Погребальный плач на смерть поэта, для хора
- 1923 — «Нос», опера по Гоголю (не завершена)
- 1923—1924 — Струнный квартет № 2
- 1924 — Regina Coeli для контральто, трубы и гобоя
- 1924—1926 — Струнный квартет № 3
- 1928 — Sonate Liturgique для хора, фортепиано и камерного ансамбля
- 1928—1929 — Concerto Spirituale для фортепиано, тройного смешанного хора и оркестра
- 1929—1931 — «Пир во время чумы», опера-балет по драме Пушкина
- 1930 — Sinfonia Dialectica: Anno Domini MCMXXX для оркестра
- 1936 — Naissance de la beauté, кантата для сопрано, женского хора и оркестра, на стихи Жюля Сюпервьеля
- 1936—1939 — Симфония № 2, «Кормчая»
- 1941—1944 — A Hamlet Sonata для двух скрипок, альта и виолончели
- 1945) — Little Gidding на стихи Т. С. Элиота
- 1945—1962 — 2 etudes sur un sonnet de Mallarmé для голоса, флейты и фортепиано
- 1946—1947 — Concerto da Camera для скрипки и струнных
- 1948 — Drei Dionysos-Dithyramben на слова Ницше для голоса и фортепиано
- 1949—1961 — «Арап Петра Великого», опера по Пушкину[19]
- 1957 — The Flute of Pan для флейты
- 1959 — «Заклинания 1—4» для голоса и фортепиано
- 1964 — Sibylla Dicit, кантата для женских голосов, 4 инструментов и цимбал
- 1964 — Funeral Games in Honor of Chronos для 3 флейт, фортепиано и тарелок

Переложения
- 1925 — Переложение для фортепиано в две руки Концертино для струнного квартета И. Ф. Стравинского (1920), издано фирмой Ганзена[20]

Статьи и биографии
- Лурье, Артур. Музыка Стравинского // Версты : журнал  / Под ред. Д. П. Святополк-Мирского, П. П. Сувчинского, С. Я. Эфрона и при ближайшем участии Алексея Ремизова, Марины Цветаевой и Льва Шестова. — Париж: Типография: Imprimerie de Navarre, 1926. — Вып. № 1. — С. 119—135.
- Louriе, Arthur. Sergei Koussevitzky and His Epoch. A Biographical Chronicle.— New York: Alfred A. Knopf, 1931.— 253, V pp.
- Лурье, Артур. Пути русской школы // Числа.— Paris, 1933.— Кн. 7/8.— С. 218—229.
- Лурье, Артур. Книги о русской музыке // Новое русское слово.— Нью-Йорк, 1945.— 28 января (№ 11965).— С. 8.
- Лурье, Артур. Почему они это сделали? [О Постановлении Политбюро ЦК ВКП(б) Об опере «Великая дружба» В. Мурадели] // Новое русское слово.— Нью-Йорк, 1948.— 14 марта (№ 13107).— С. 8.
- Лурье, Артур. Кусевицкий // Новое русское слово.— Нью-Йорк, 1949.— 17 июля (№ 13596).— С. 8.
- Лурье, Артур. О книге Мандельштама // Новое русское слово.— Нью-Йорк, 1955.— 4 декабря (№ 15499).— С. 8.
- Лурье, Артур. О музыкальной форме // Новый журнал.— Нью-Йорк, 1966.— № 82.— С. 100—109.